# Cupa României 2008-2009
La Cupa României 2008-2009 è stata la 71ª edizione della coppa nazionale disputata tra il 14 ottobre 2008 e il 13 giugno 2009 e conclusa con la vittoria del CFR Cluj, al suo secondo titolo consecutivo.

## Sedicesimi di finale
Gli incontri si sono disputati tra il 14 ottobre e il 4 novembre 2008.
| Squadra 1             | Risultato    | Squadra 2             |
| --------------------- | ------------ | --------------------- |
| Universitatea Cluj    | 10 - 11 rig. | CFR Cluj              |
| Tricolorul Breaza     | 1 - 2        | Oțelul Galați         |
| CSM Ploiești          | 1 - 3        | Universitatea Craiova |
| FC Botoșani           | 4 - 3 rig.   | Gloria Buzău          |
| CSM Râmnicu Vâlcea    | 0 - 1        | CS Otopeni            |
| FCM Târgu Mureș       | 1 - 2        | Dinamo Bucarest       |
| Sportul Studențesc    | 2 - 0        | Steaua Bucarest       |
| CFR Cluj II           | 0 - 1        | FC Timișoara          |
| CFR Timișoara         | 1 - 4        | Gloria Bistrița       |
| Minerul Lupeni        | 0 - 4        | Unirea Urziceni       |
| Internațional Pitești | 2 - 1        | FC Argeș Pitești      |
| FCM Bacău             | 0 - 1        | Pandurii Târgu Jiu    |
| Dunărea Galați        | 4 - 2 rig.   | Gaz Metan Mediaș      |
| Farul Constanța       | 0 - 1        | FC Brașov             |
| Petrolul Ploiești     | 2 - 3 dts    | Rapid Bucarest        |
| FC Vaslui             | 3 - 0        | Politehnica Iași      |

## Ottavi di finale
Gli incontri si sono disputati l'11 e il 12 novembre 2008.
| Squadra 1             | Risultato  | Squadra 2             |
| --------------------- | ---------- | --------------------- |
| Dunărea Galați        | 1 - 2      | FC Timișoara          |
| Unirea Urziceni       | 1 - 0      | Oțelul Galați         |
| Rapid Bucarest        | 3 - 0      | Internațional Pitești |
| Gloria Bistrița       | 4 - 2 rig. | FC Brașov             |
| FC Botoșani           | 1 - 3      | Dinamo Bucarest       |
| Universitatea Craiova | 1 - 4      | Pandurii Târgu Jiu    |
| Sportul Studențesc    | 0 - 1      | CFR Cluj              |
| CS Otopeni            | 1 - 2      | FC Vaslui             |

## Quarti di finale
Gli incontri si sono disputati il 14 e il 15 aprile 2009.
| Squadra 1       | Risultato | Squadra 2          |
| --------------- | --------- | ------------------ |
| CFR Cluj        | 1 - 0     | Pandurii Târgu Jiu |
| Unirea Urziceni | 0 - 2     | FC Vaslui          |
| FC Timișoara    | 2 - 0     | Gloria Bistrița    |
| Dinamo Bucarest | 4 - 2     | Rapid Bucarest     |

## Semifinali
Gli incontri si sono disputati il 28 e 29 aprile 2009.
| Squadra 1       | Risultato | Squadra 2    |
| --------------- | --------- | ------------ |
| Dinamo Bucarest | 1 - 4     | FC Timișoara |
| CFR Cluj        | 2 - 0     | FC Vaslui    |

## Finale
La finale venne disputata il 13 giugno 2009 a Târgu Jiu.
| Arbitro: | Cristian Balaj (Baia Mare) |

|                                                      |           |  |
| Ciprian Deac 6’ Sixto Peralta 28’ Emmanuel Culio 53’ | Marcatori |  |